# Мчадиджвари

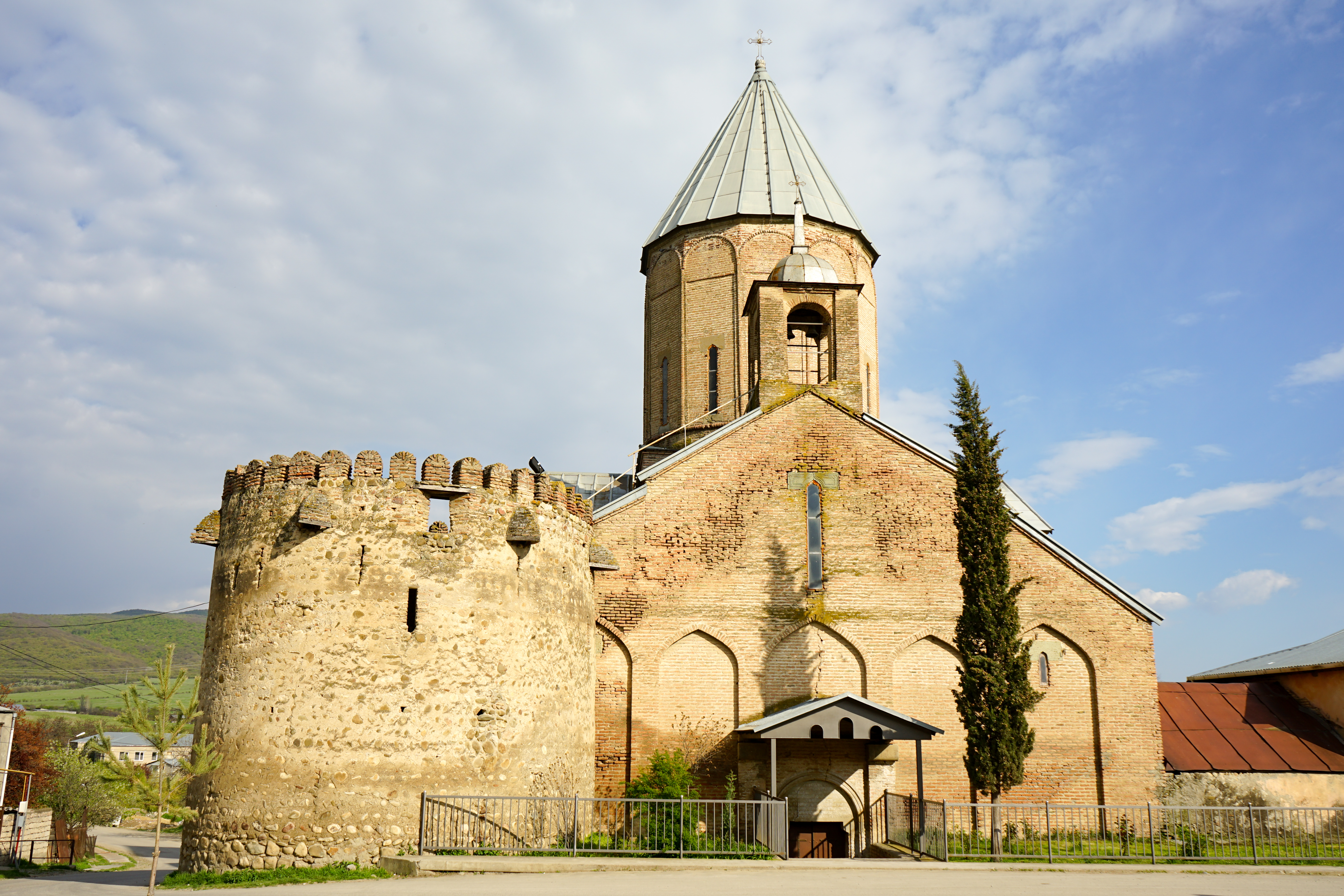
Церковь XVII века в селе Мчадиджвари.

Мчадиджвари (груз. მჭადიჯვარი) — село в Грузии, в муниципалитете Душети края Мцхета-Мтианети.

## География
Село расположено в южной части края, в 14 километрах по прямой к юго-западу от центра муниципалитета Душети. Высота центра — 700 метров над уровнем моря.

## Население
По данным переписи населения 2014 года, в селе проживало 944 человека.
| Год  | Население | Мужчины | Женщины |
| ---- | --------- | ------- | ------- |
| 2002 | 1256      | 595     | 661     |
| 2014 | 944       | 463     | 481     |